# Saracha peruviana
Saracha peruviana là loài thực vật có hoa trong họ Cà. Loài này được Dietrich miêu tả khoa học đầu tiên năm 1808.